# Volcán Cosigüina
Para los islotes, véase Islotes de Cosigüina.
Para la península, véase Península de Cosigüina.
Cosigüina es un volcán activo ubicado en la península de Cosigüina al oeste de Nicaragua y es un área protegida reconocida como reserva natural y refugio de vida silvestre por el Ministerio del Ambiente y los Recursos Naturales (MARENA). Se localiza en el municipio de El Viejo, departamento de Chinandega de este país centroamericano.
El límite norte del volcán Cosigüina es el golfo de Fonseca. En su interior se encuentra una laguna cratérica que cubre 1.5 km². También era llamado "Lacoalguina".

## Historia

### Erupción
Este volcán protagonizó la erupción más violenta en la historia reciente de Nicaragua, que duró tres días y fue iniciada el 20 de enero de 1835. Una gran parte del cráter explotó y volaron trozos que formaron islotes en el golfo de Fonseca. Las cenizas alcanzaron una distancia de hasta 1400 kilómetros y llegaron hasta Jamaica y la Ciudad de México. Las cenizas podían bloquear la luz del sol en un radio de 150 kilómetros. Sufrió otra explosión de cráter central en 1859. 
Se comenta que noches anteriores a la explosión del volcán Cosigüina, también había hecho erupción en Chile, el volcán Osorno, creyéndose erróneamente, que fue simultánea con el monte Aconcagua, lo cual no es posible, ya que se trata de un paleovolcán, o sea un volcán extinto hace millones de años.
El 19 de enero de 1835, el naturalista Charles Darwin presenció una erupción del volcán Osorno, y luego le informan erróneamente, de otra erupción simultánea en el Aconcagua, que en ese entonces se tenía por volcán, y luego de otra posterior en el volcán Cosigüina. Basado en estos acontecimientos, el naturalista ideó una teoría sobre las posibles conexiones subterráneas a lo largo de la Cordillera de Los Andes y Centroamérica, asociando estos hechos:

El 15 de enero de 1835 salimos del puerto de Low, y tres días más tarde echamos el ancla por segunda vez en la bahía de San Carlos, en la isla de Chiloé. Durante la noche del 19, el volcán Osorno se pone en erupción. A medianoche el centinela observa algo que se parece a una gran estrella; ésta aumenta a cada instante, y a las tres de la madrugada asistimos al más magnífico de los espectáculos. Con ayuda del telescopio, vemos en medio de espléndidas llamas rojas, negros objetos proyectados incesantemente al aire, que después caen. El fulgor es suficiente para iluminar el mar. Durante la mañana, el volcán recobra su tranquilidad.
He quedado muy sorprendido al saber más tarde que el Aconcagua, en Chile, 480 millas más al Norte, se puso en erupción durante la misma noche, y me asombré más aún al llegar a mí noticias de que la gran erupción del Cosigüina, 2700 millas al Norte del Aconcagua, erupción acompañada de un terremoto que se hizo sentir en un radio de 1000 millas, había tenido lugar seis horas después. Es difícil aventurarse incluso a conjeturar si esa coincidencia es accidental o si hay que ver en ello la prueba de alguna comunicación subterránea.

## Toponimia
El lingüista Daniel Garrison Brinton, a finales del siglo XIX logró establecer que "Cosigüina", es una palabra cuyo significado se desconoce, pero que puede proceder de alguna de las lenguas Lenmichíes, ya sea de las idioma lencas o ya sea del idioma Matagalpa. 
Las terminaciones de las palabras "Güi", "Pan", "Li", entre otras, están vinculadas a estas lenguas chibchenses, por lo que en consecuencia, palabras similares a Yalagüina, Palacagüina, Cosigüina, Chamulpan, Chichigalpan, Matagalpan, Juigalpan, Yalí, Chuslí, Panali, Nacaralí, Cuyalí, Estelí, son propias de pueblos de origen chibcha, de procedencia sudamericana, que también llegaron a establecerse a lo largo de la costa del Océano Pacífico de la actual Nicaragua, en épocas anteriores a la llegada de los pueblos de origen mangue y nahoa, de procedencia mesoamericana.